# Domenico Auletta
Domenico Auletta   (Nàpols, 1723 - Nàpols, 1753) fou un compositor i organista italià. Era fill de Pietro Auletta.
Poc se sap de la vida d'Auletta. Durant la seva vida va estar certament actiu a la seva ciutat natal com a organista i compositor, principalment de música sacra. El 8 de novembre de 1796, junt amb Domenico Cimarosa, D. Auletta es va convertir en segon organista de la Capella Reial napolitana.

## Obres
- Admiro aquesta cara (ària en sol major per a soprano i continu)
- cinc salms curts
- tres Salve regina
- dos De profundis
- Dixit dominus
- Rèquiem aeternam per a soprano, dos corns, cordes i orgue.
- tres concerts per a clavicèmbal, violins i continu.